# サカテカス州

サカテカス州
Estado de Zacatecas

サカテカス州（サカテカスしゅう、西: Estado de Zacatecas）は、メキシコの州である。州都はサカテカス。面積は73,252km2、人口は1,490,550人（2010年国勢調査）。
メソアメリカ文化圏の北端にあたり、古典期後期にラ・ケマーダやチャルチウィテス文化のアルタ・ビスタ・デ・チャルチウィテスなど南西部地方との交易の結節点ともなる祭祀センターが造られた。
銀をはじめとする豊かな鉱物資源やコロニアル様式の建築、メキシコ革命で重要な役割を果たしたことなどで知られる。

## 主な都市
- サカテカス
- ノチストラン・デ・メヒア
- ヘレス
- ソンブレレテ
- トラルテナンゴ